# 宮崎陽江
宮崎 陽江（みやざき ようえ）は、日本のヴァイオリニスト。

## 経歴
3歳よりヴァイオリンをパリにて始める。
堀正文、山口裕之、江戸純子に師事。桐朋女子高等学校音楽科を経て、桐朋学園大学卒業後、同研究科一年修了。ジュネーブ高等音楽院にてジャン＝ピエール・ヴァレーズに師事し、モダン・バロック両楽器をハンス=ハインツ・シュネーベルガーに師事。1997年に同音楽院をプルミエ・プリ（ー等賞）にて卒業。
スイスと日本を拠点にソリスト、室内楽奏者として活動するとともに、室内オーケストラ“ソリスト・ド・ジュネーヴ”の団員を務める。
ラジオのスイスロマンド放送に出演多数。他、ヨーロッパ各地の音楽祭に招聘される。
宮崎陽江 『フランス音楽の源流を訪ねて』シリーズ(DVD)は衛星チャンネル・クラシカ・ジャパンにて放送され、好評を博す。
国内外でのソリストとしての活動は多岐にわたり、これまでにソリスト・ド・ジュネーヴ、ジュネーヴ室内管弦楽団、バス・ノルマンディー管弦楽団、スロヴァキアフィルハーモニー管弦楽団、北東ドイツ管弦楽団、デュッセルドルフ管弦楽団、国内では東京フィルハーモニー交響楽団、札幌交響楽団、読売日本交響楽団等と共演、また、矢崎彦太郎、秋山和慶、大友直人、レオシュ・スワロフスキー等名匠との共演を果たしている。
バロックから近現代 まで幅広いレパートリーをこなす室内合奏団・Yoé Productionsを 立ち上げ、国内外のツアーを行うなど精力的に活動。
自作曲を含むCD6枚をオクタヴィアレコード（エイベックス）よりリリース、ライヴ音源を収録したオリジナルレーベルCDもリリース。
近年では、イタリアのカンポバッソ国立音楽院でマスタークラスを行う（2019年）など、後進の指導にも力を注いでいる。

## CD
- Ludwig van Beethoven (2009年6月17日発売、SPEX、OVCX-00049) ※再発盤
- Musique Francaise (2008年12月12日発売、SPEX、OVCX-00048)
- Musique Francaise II (2009年12月11日発売、SPEX、OVCX-00052)
- Plays Bartok (2011年1月26日発売、SPEX、OVCX-00057、JAN:4526977200572)
- PASTORALE (2013年9月25日発売、SPEX、OVCX-00072)
- Rhapsode de l'aube (2016年10月21日発売、SPEX、OVCX-00080)
- FRANZ SCHUBERT Piano Quintet in A major “The Trout” D.667 Op.114 (2018年7月3日発売、YOE-001) ※Yoé Quintet